# Trompette de la mort
Craterellus cornucopioides
Pour les articles homonymes, voir Trompette (homonymie).
Espèce
Craterellus cornucopioides, en français la trompette de la mort, trompette des morts, Craterelle en forme de corne d'abondance ou corne d'abondance, est une espèce de champignons (Fungi) basidiomycète de la  famille des Cantharellaceae, présent dans les forêts de l'hémisphère nord.
C'est un champignon comestible, infundibuliforme comme les chanterelles, entièrement creux et dont l'hyménium n'est pas plissé, au contraire des chanterelles.

## Taxonomie

### Nom scientifique accepté
Le nom binomial scientifique accepté est Craterellus cornucopioides (L.) Pers. 1825 (l'épithète cornucopioides signifiant « en forme de corne d'abondance »).

### Basionyme, synonymes, et binômes obsolètes
- Cantharellus cornucopioides (L.) Fr. 1821[3]
- Craterella cornucopioides (L.) Pers. 1797[4]
- Craterellus ochrosporus Burt 1914[5]
- Dendrosarcus cornucopioides (Pers.) Kuntze 1898[6]
- Helvella cornucopioides (L.) Bull. 1791 (synonyme)
- Merulius cornucopioides (L.) Pers. 1801 (synonyme)
- Merulius cornucopioides (L.) With. 1792 (synonyme)
- Merulius purpureus With. 1792 (synonyme)
- Octospora cornucopioides (L.) Timm 1788 (synonyme)
- Pezicula cornucopioides (L.) Paulet 1791 (synonyme)
- Peziza cornucopioides L. 1753 (synonyme)
- Pleurotus cornucopioides (Pers.) Gillet 1876 (synonyme)
- Sterbeeckia cornucopioides (L.) Dumort. 1822 (synonyme)

### Noms vulgaires et vernaculaires
Les noms vernaculaires les plus usuels sont  corne d'abondance pour sa forme, trompette des morts, trompette de la mort pour sa couleur noire et son abondance aux environs de la Toussaint (une légende les associe aux morts qui sortent de terre pour emboucher ces trompettes et exécuter un concert audible que par eux seuls), ou encore chanterelle noire (anglo-saxon).

## Description
Le sporophore qui dépasse rarement 10 cm est très peu charnu et entièrement creux, en forme de trompette (cantharelloïde), évasé en entonnoir avec une marge largement festonnée et irrégulière. La cuticule est recouverte d'écailles (squameuse), gris noir à brun sombre ou fauve en fonction du degré hygrométrique ; le pied est creux, de la même couleur que le chapeau et s'amincissant à la base. La face externe qui porte l'hyménium onduleux est de couleur gris bleuté. Son odeur est agréable : un mélange humide, fongique et fruité rappelant la mirabelle.

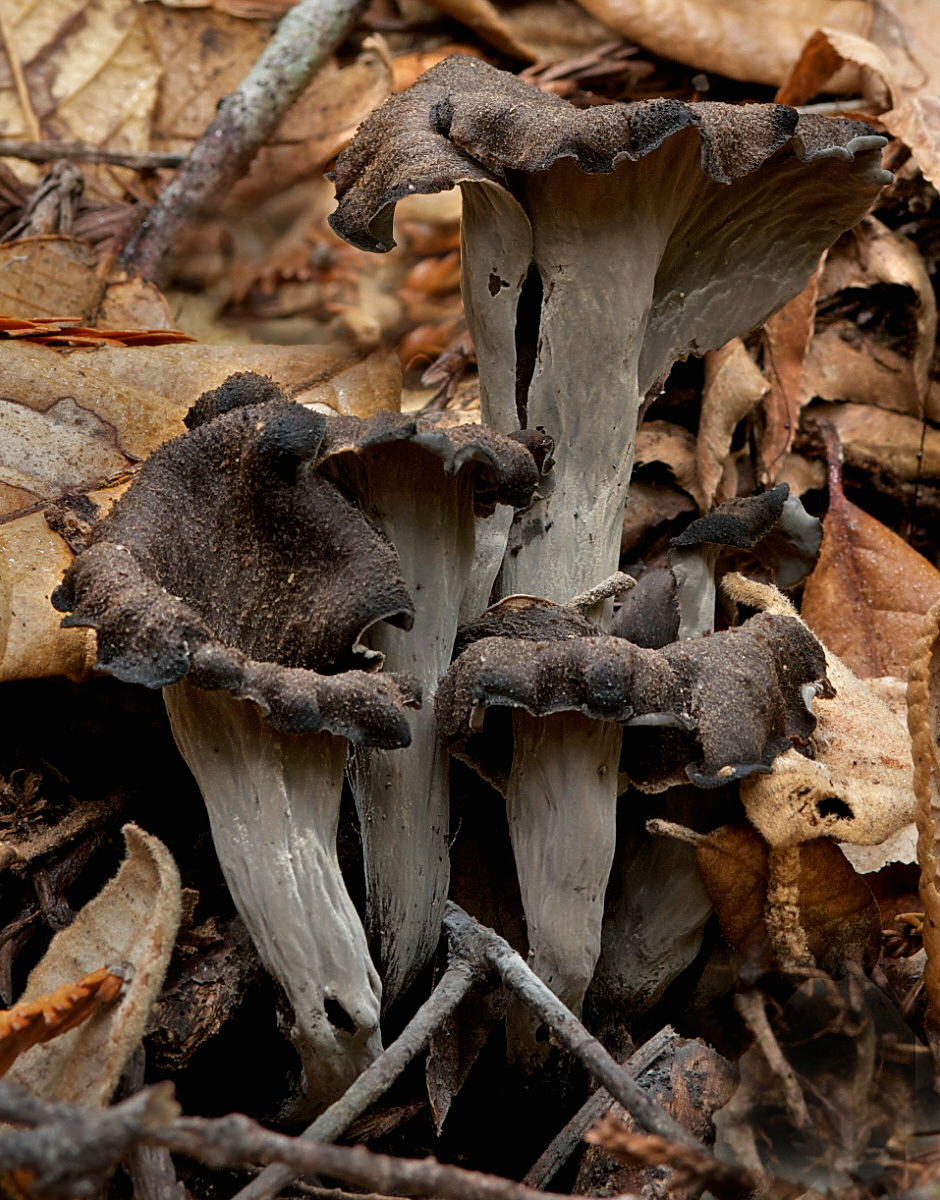
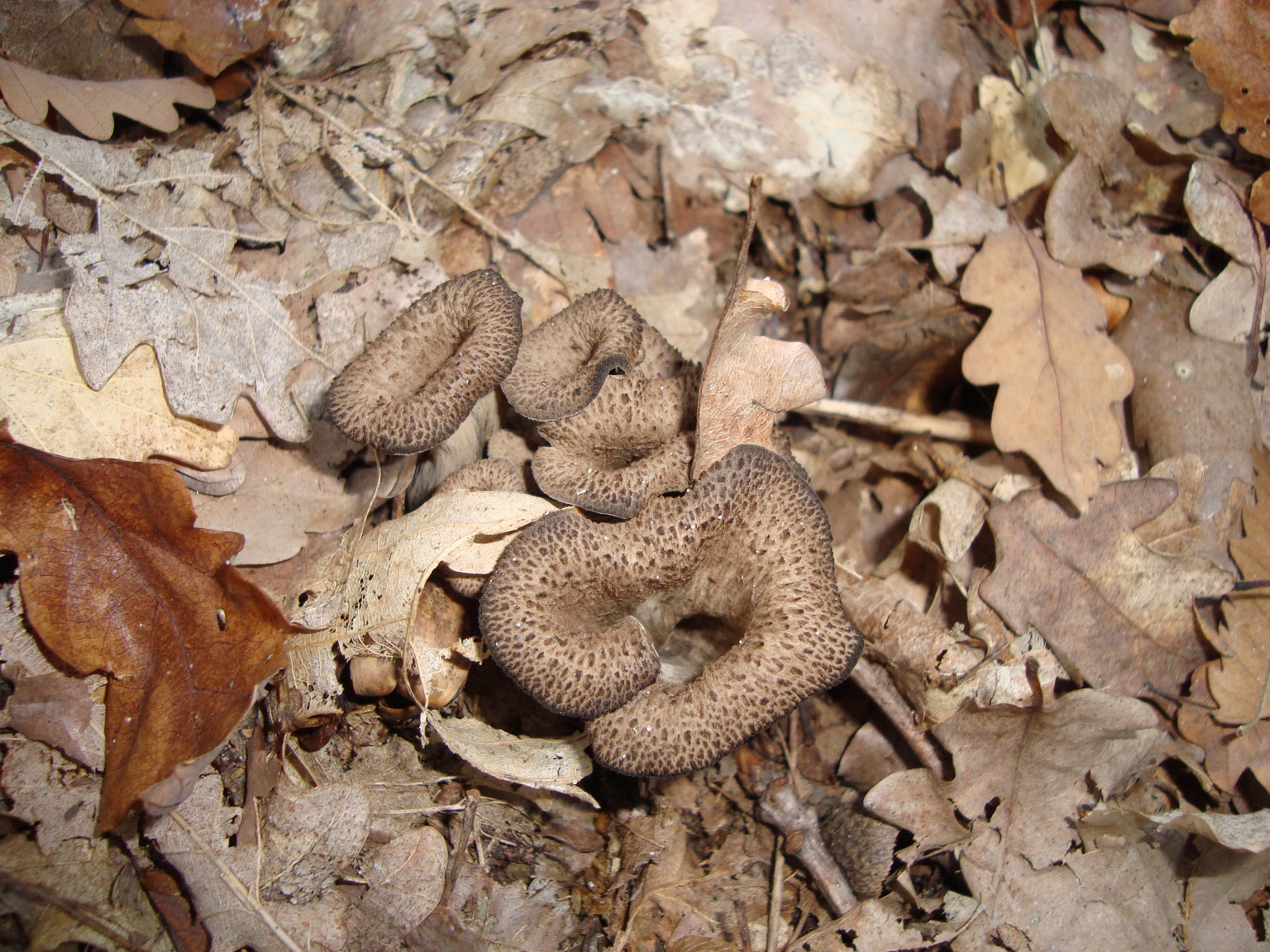
Cuticule squameuse Sporophore gris fauve à l'état sec.
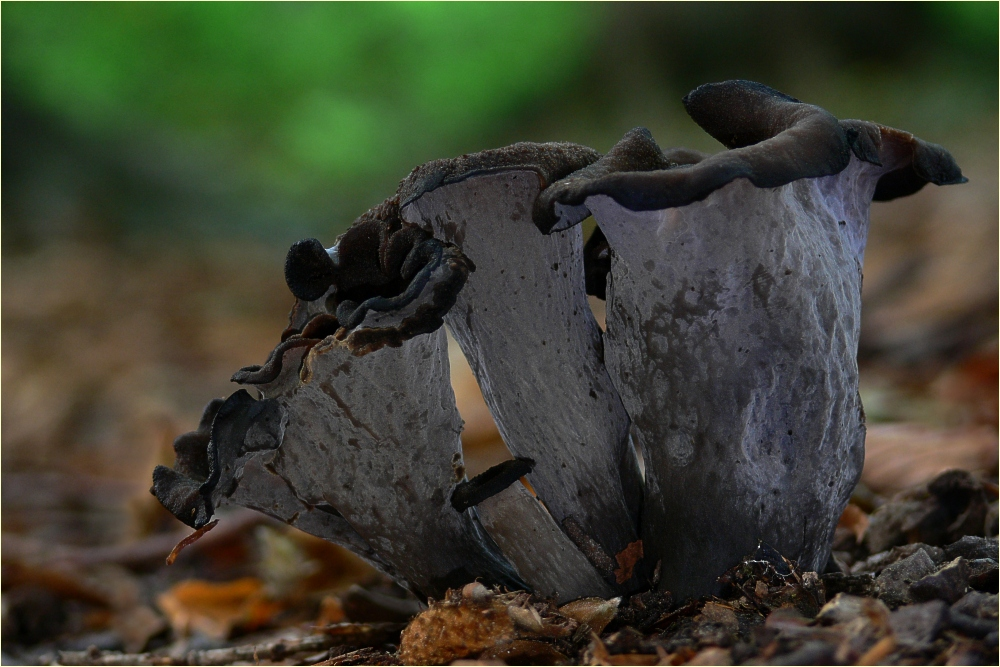
Sporophore plus sombre à l'état humide.
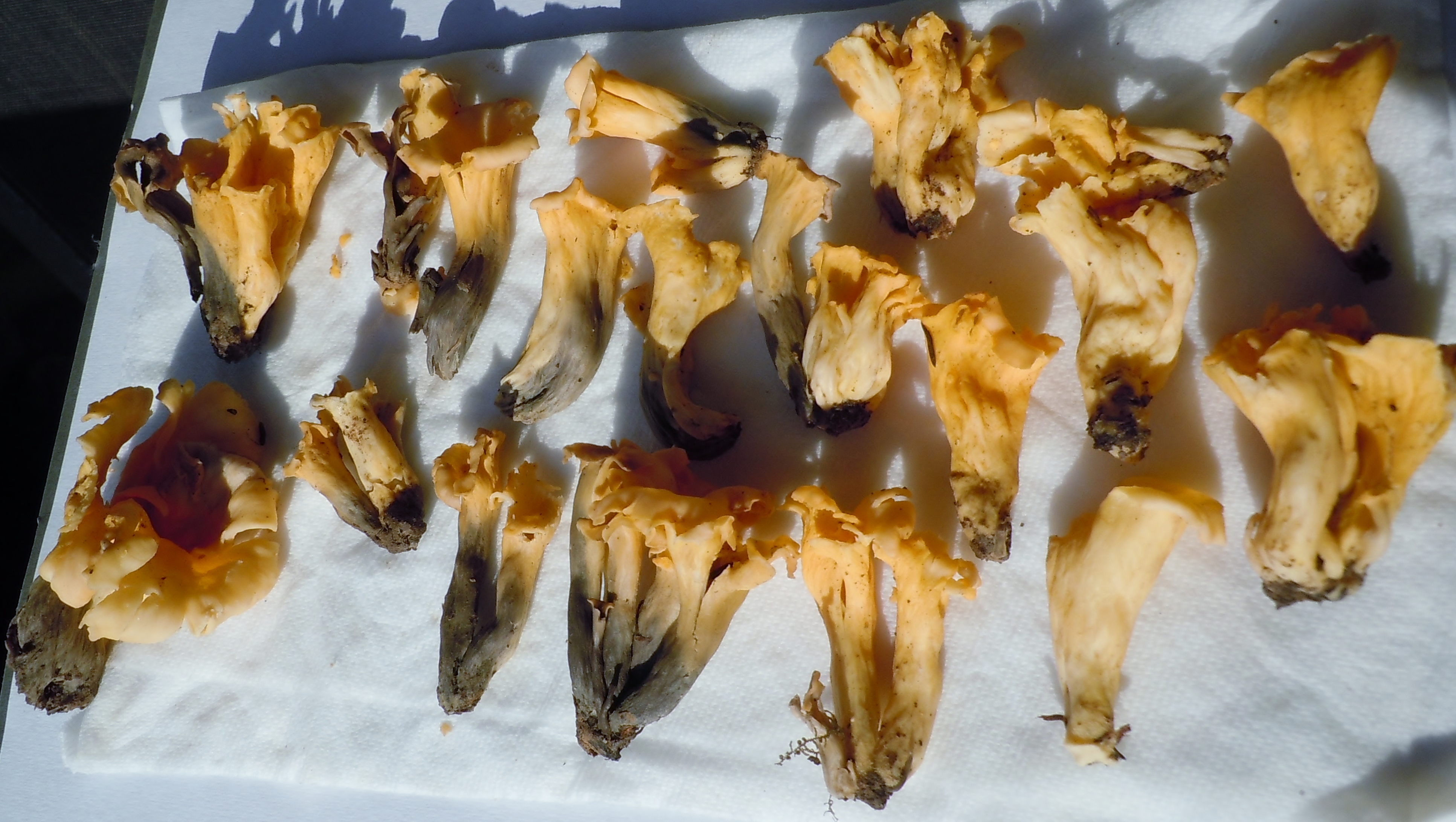
Variété flavicans, colorée de jaune.

La variété flavicans a présente des teintes jaunâtres, tandis que la sous-espèce roseus présente des teintes rosées sur le dessus du cornet et une teinte plus claire du pied. On distingue encore var. mediosporus, var. crispus, var. parvisporus et var. multiplex.
Craterellus cornucopioides est parfois considérée comme un complexe d'espèces et certaines espèces ont été créées sur des bases morphologiques et synonymisées sur des bases génétiques. C'est notamment le cas de la Nord-Américaine Craterellus fallax, qui lui est morphologiquement très proche, mais qui s'en distingue essentiellement par sa sporée jaune-orangé, alors que celle de C. cornucopioides est blanche. En Europe, on trouve la Trompette jaune, Craterellus konradii, une espèce morphologiquement semblable mais jaune et parfois bicolore. Une étude génétique de 2000 avait conclu leur synonymie sur la base d'un gène commun. Cependant, une autre étude de 2010 portant uniquement sur C. fallax a comparé un deuxième gène et a conclu à sa spécificité. Il pourrait en être de même pour C. konradii.

## Confusions
Craterellus cornucopioides est proche de Craterellus cinereus dont l'hyménium est plissé. Le genre Pseudocraterellus, et notamment Pseudocraterellus undulatus, s'en distingue par une marge beaucoup plus sinueuse et par un hyménium légèrement strié et par sa couleur brun sur la face intérieure, et plutôt gris sur la face extérieure. Inocybe tahquamenonensis (en) est également un champignon noir mais la forme de son chapeau avec des lamelles inférieures, permet de ne pas confondre la trompette avec ce champignon toxique. Les espèces du genre Strobilomyces ont également un chapeau noir caractéristique à pores.

## Habitat et distribution
Cette espèce, très répandue, pousse par groupes essentiellement dans les forêts de feuillus (hêtres, chênes, châtaigniers, noisetiers) ou parfois sous les forêts de conifères. Elle apprécie les sols lourds et très humides (argileux, par exemple). Ces chanterelles poussent en troupes, presque en tapis au sein de la litière des feuilles mortes, dans les lieux sombres. Elles apparaissent en automne (d'août à novembre), et peuvent être très abondantes après de fortes pluies. Ce champignon est parfois difficile à distinguer du sol en raison de sa couleur sombre, de sa forme irrégulière et de sa petite taille, mais aussi parce qu'il est souvent recouvert de feuilles mortes.
On le trouve en Amérique du Nord, en Europe, au Japon et en Corée. En Europe, la trompette de la mort est généralement commune, mais elle semble être rare dans certains pays comme les Pays-Bas.

## Consommation

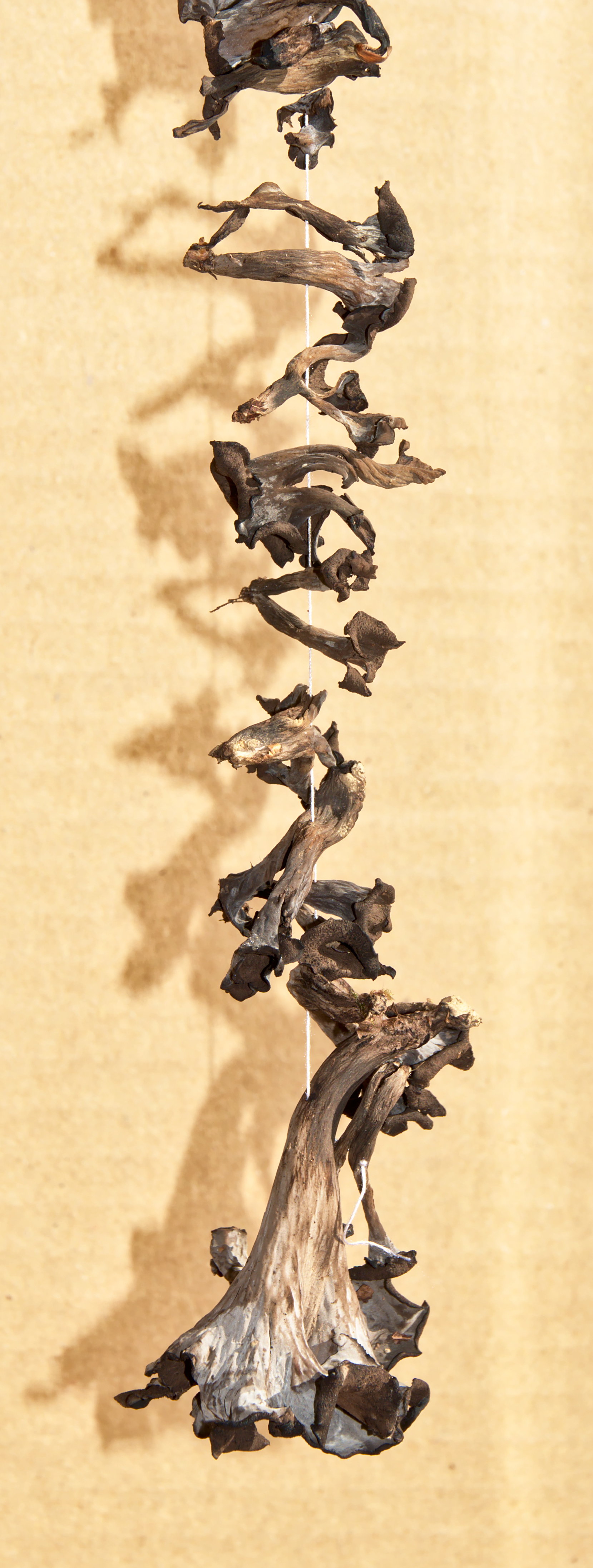
Trompettes séchées sur un fil.

Contrairement à ce que son nom pourrait laisser supposer, la trompette de la mort est un excellent comestible dont la chair a dégage un parfum caractéristique rappelant l'odeur de la truffe.
C'est un champignon léger qui apporte de nombreux bienfaits à l'organisme : son apport calorique ne dépasse pas les 15 kcal/100 g, il comporte beaucoup de fibres (3 g/100 g), des protéines (2 g/100 g), des glucides (0,5 g/100 g), des lipides (0,5 g/100 g). Il contient également de nombreux de minéraux (potassium, phosphore, fer) et de nombreuses vitamines (B, D, E, K). Les trompettes de la mort permettent le bon fonctionnement du transit et des cellules, favorisent la circulation sanguine et le développement osseux.[réf. nécessaire]

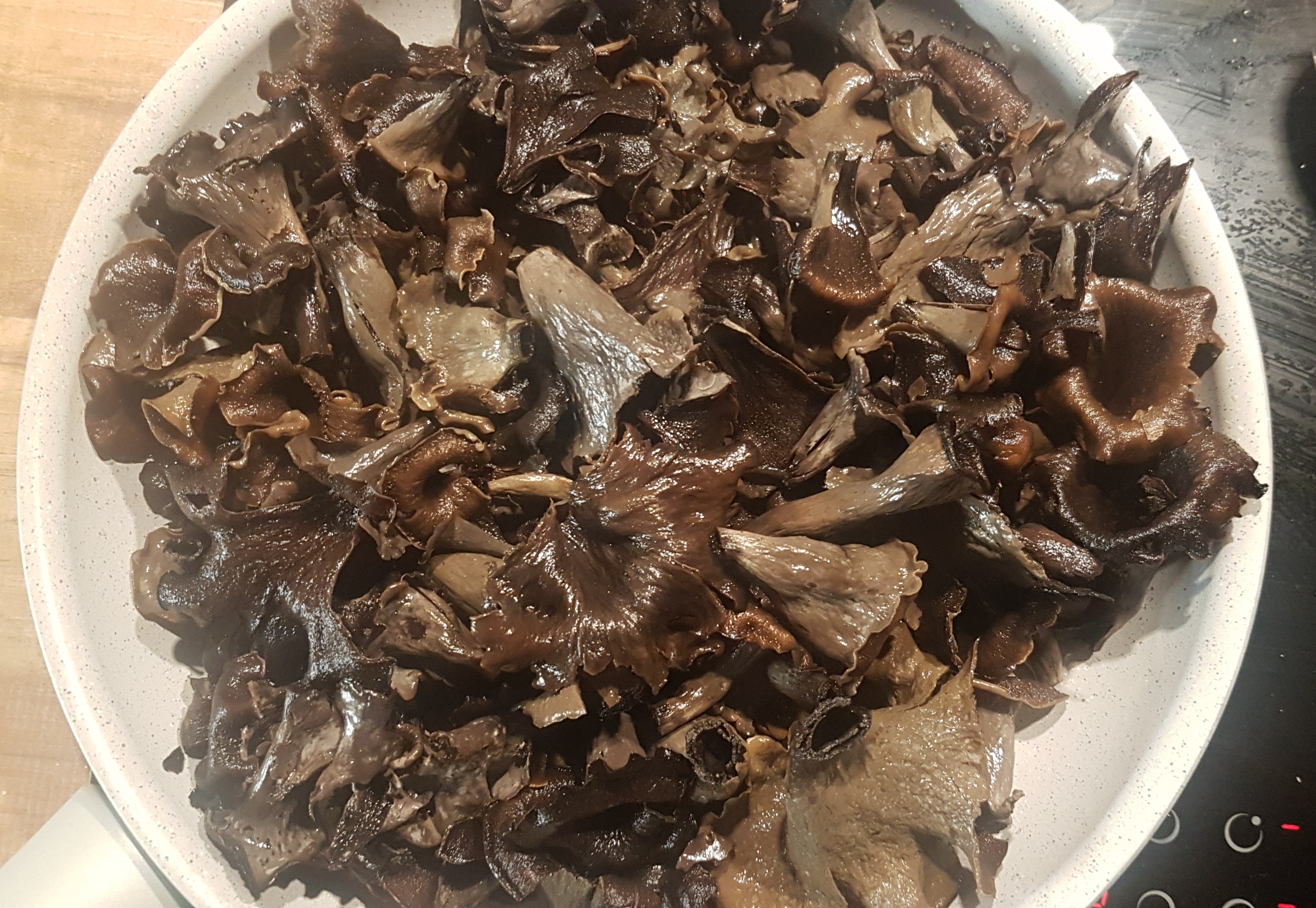
Dans la poêle avant cuisson.
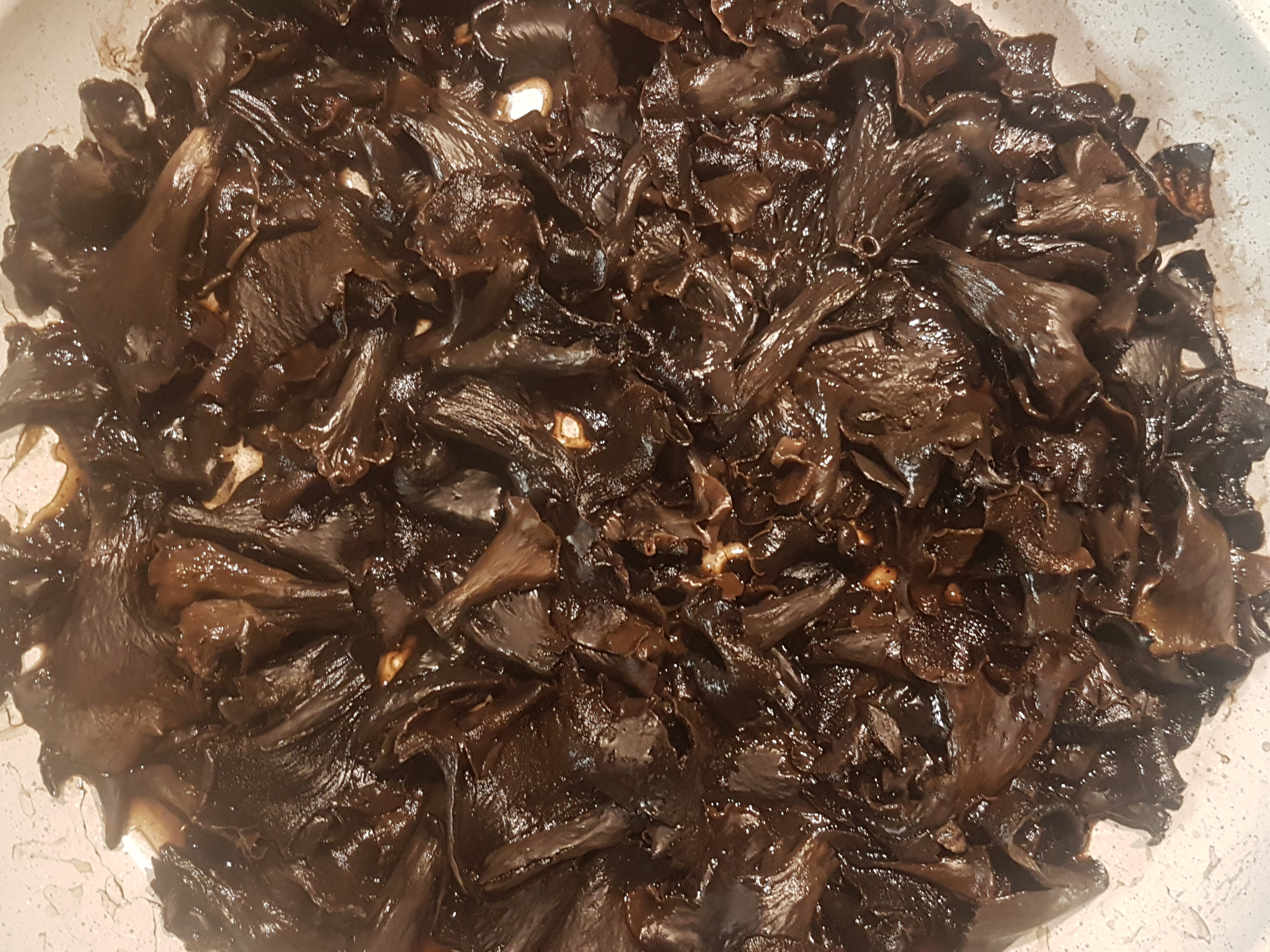
Ayant dégorgé leur eau après une demi-heure de cuisson à feu doux.

Il est conseillé de conserver les trompettes de la mort maximum 24 heures après la récolte, sinon elles deviennent fragiles. Pour les nettoyer, il suffit de les brosser doucement ou de les passer rapidement sous l’eau, puis de les essuyer. Elles se sèchent particulièrement bien et peuvent être réduites en poudre sans inconvénient. Pour sécher les spécimens de grande taille, on peut les enfiler sur un fil et les suspendre. On peut les garder un an après les avoir séchées, puis il faut les enfermer dans un récipient hermétique et les placer à l’abri de la lumière. Pour les réhydrater, il suffit de les plonger quelques minutes dans de l'eau tiède.